# Уравнения мелкой воды

Результат решения уравнений мелкой воды для бассейна. Поверхность воды возмущается пятью всплесками, которые вызывают поверхностные волны, распространяющиеся по поверхности и отражающиеся от стенок бассейна

Уравнения мелкой воды (известные также как уравнения Сен-Венана в линейной форме) — система гиперболических дифференциальных уравнений в частных производных, которая описывает потоки под поверхностью жидкости.
Уравнения получаются путём интегрирования по глубине уравнений Навье — Стокса при условии, что горизонтальный масштаб много больше вертикального. При этом условии из закона неразрывности следует, что вертикальные скорости в жидкости малы, вертикальные градиенты давления близки к нулю, а горизонтальные градиенты вызываются неровностью поверхности жидкости и горизонтальные скорости одинаковы по всей глубине. При интегрировании по вертикали вертикальные скорости уходят из уравнений.
Хотя вертикальные скорости отсутствуют в уравнениях мелкой воды, они не равны нулю. Когда горизонтальные скорости получены, вертикальные скорости выводятся из уравнения непрерывности.
Ситуации, когда глубина акватории много меньше горизонтальных размеров, достаточно обычна, поэтому уравнения мелкой воды находят широкое применение. Они используются с учётом кориолисовых сил при моделировании атмосферы и океана как упрощение системы примитивных уравнений, описывающих потоки в атмосфере.
Уравнения мелкой воды учитывают только один вертикальный уровень, поэтому они не могут описывать факторы, меняющиеся с глубиной. Тем не менее, когда динамика потоков в вертикальном направлении относительно проста, вертикальные изменения могут быть отделены от горизонтальных, и состояние такой системы можно описать несколькими системами уравнений для мелкой воды.

## Уравнения

### Консервативная форма
Уравнения мелкой воды выводятся из уравнений сохранения массы и импульса (уравнения Навье — Стокса), которые справедливы для общего случая, в том числе в ситуациях, когда условия мелкой воды не выполняются. Без учёта сил Кориолиса, трения и вязкости уравнения принимают вид:
{\displaystyle {\begin{aligned}{\frac {\partial \eta }{\partial t}}+{\frac {\partial (\eta u)}{\partial x}}+{\frac {\partial (\eta v)}{\partial y}}&=0\\[3pt]{\frac {\partial (\eta u)}{\partial t}}+{\frac {\partial }{\partial x}}\left(\eta u^{2}+{\frac {1}{2}}g\eta ^{2}\right)+{\frac {\partial (\eta uv)}{\partial y}}&=0\\[3pt]{\frac {\partial (\eta v)}{\partial t}}+{\frac {\partial (\eta uv)}{\partial x}}+{\frac {\partial }{\partial y}}\left(\eta v^{2}+{\frac {1}{2}}g\eta ^{2}\right)&=0.\end{aligned}}}

### Неконсервативная форма
Уравнения могут быть записаны для скоростей. Поскольку скорости не входят в фундаментальные законы сохранения, эти уравнения не описывают явления типа гидравлического удара или гидравлического прыжка.
{\displaystyle {\begin{aligned}{\frac {Du}{Dt}}-fv&=-g{\frac {\partial \eta }{\partial x}}-bu,\\[3pt]{\frac {Dv}{Dt}}+fu&=-g{\frac {\partial \eta }{\partial y}}-bv,\\[3pt]{\frac {\partial \eta }{\partial t}}&=-{\frac {\partial }{\partial x}}{\Bigl (}u\left(H+\eta \right){\Bigr )}-{\frac {\partial }{\partial y}}{\Bigl (}v\left(H+\eta \right){\Bigr )},\end{aligned}}}
где
| {\displaystyle u}        | — скорость вдоль оси x;                                                            |
| {\displaystyle v}        | — скорость вдоль оси y;                                                            |
| {\displaystyle H}        | — средняя высота поверхности жидкости;                                             |
| {\displaystyle \eta }    | — отклонение давления в горизонтальной плоскости от среднего значения;             |
| {\displaystyle g}        | — ускорение свободного падения;                                                    |
| {\displaystyle f}        | — параметр Кориолиса, равный на Земле {\displaystyle 2\Omega \sin \varphi ;}       |
| {\displaystyle \Omega }  | — угловая скорость вращения Земли вокруг оси ({\displaystyle \pi /12} радиан/час); |
| {\displaystyle \varphi } | — географическая широта;                                                           |
| {\displaystyle b}        | — коэффициент вязкого сопротивления.                                               |

## Применение в моделировании
Уравнения мелкой воды можно применять для моделирования волн Россби и Кельвина в атмосфере, реках, озёрах, океанах, а также более мелких водоёмах, таких как бассейны. Для того, чтобы применение уравнений мелкой воды было корректным, горизонтальные размеры акватории должны быть значительно больше глубины. Уравнения мелкой воды пригодны также для моделирования приливов. Приливное движение, имеющее горизонтальные масштабы в сотни километров, могут считаться явлениями мелкой воды, даже если происходят над многокилометровыми океанскими глубинами.

Моделирование возникновения и распространения цунами при помощи уравнений мелкой воды (красная линия; без частотной дисперсии)) и с помощью приближения Буссинеска (синия линия, с частотной дисперсией). Глубина воды составляет 100 м